# Дана Дурекова
Дана Дурекова (чеськ. Dana Durecová; нар. 10 вересня 1965) — чеська борчиня вільного стилю, бронзова призерка чемпіонату світу. Перша чеська призерка чемпіонату світу з боротьби як серед жінок, так і серед чоловіків (для Чехії, як самостійної держави з 1993 року).

## Життєпис
Боротьбою почала займатися з 1990 року. Дебютувала за чеську збірну на чемпіонаті світу 1992 року, посівши там четверте місце. Наступного року на першості світу опустилася сходинкою нижче, але вже ще через рік здобула історичну медаль бронзового ґатунку для чеської боротьби. У 1995 знову стала п'ятою, а на чемпіонаті світу 1996 року опустилася на восьме місце. Того ж року на чемпіонаті Європи стала шостою, а наступного року на європейсьській першості посіла лише дев'яте місце. Це був останній великий міжнародний турнір для Дани Дурекової.
Виступала за спортивні клуби «PSK Olymp» Прага та «Sokol» Варнсдорф. У складі останнього стала чемпіонкою Чехії 1998 року. Тренер — Дан Карабін.

## Спортивні результати на міжнародних змаганнях

### Виступи на Чемпіонатах світу
| Змагання                        | Збірна | Вагова категорія          | Місце  |
| ------------------------------- | ------ | ------------------------- | ------ |
| Чемпіонат світу з боротьби 1992 | Чехія  | жіноча боротьба, до 44 кг | 4      |
| Чемпіонат світу з боротьби 1993 | Чехія  | жіноча боротьба, до 44 кг | 5      |
| Чемпіонат світу з боротьби 1994 | Чехія  | жіноча боротьба, до 44 кг | Бронза |
| Чемпіонат світу з боротьби 1995 | Чехія  | жіноча боротьба, до 44 кг | 5      |
| Чемпіонат світу з боротьби 1996 | Чехія  | жіноча боротьба, до 44 кг | 8      |

### Виступи на Чемпіонатах Європи
| Змагання                         | Збірна | Вагова категорія          | Місце |
| -------------------------------- | ------ | ------------------------- | ----- |
| Чемпіонат Європи з боротьби 1996 | Чехія  | жіноча боротьба, до 44 кг | 6     |
| Чемпіонат Європи з боротьби 1997 | Чехія  | жіноча боротьба, до 46 кг | 9     |